# Ункафов куп нација 1991.
Ункафов куп нација 1991. био је инаугурални Ункафов Куп нација, првенство Централне Америке за фудбалске тимове мушких националних савеза. Организовао га Фудбалски савез Централне Америке (УНКАФ), а одржан је у Костарики од 26. маја до 2. јуна 1991. године. Сви мечеви су играни у главном граду Костарике, Сан Хозеу, на стадиону Насионал. Два најбоља тима, осим Костарике, учествују на Златном купу Конкакафа 1991. године. Костарика није наступала због наступа на Светском првенству у фудбалу 1990. године.
Три тима су се квалификовала за учешће на турниру заједно са домаћином Костариком, коју је УНЦАФ те исте године изабрао за одржавање турнира. Екипе су играле по по систему свако са сваким, а победник је била екипа која је постигла најбоље укупне резултате. Прва утакмица УНЦАФ Купа нација одржана је између Салвадора и Гватемале. Пошто је утакмица завршена нерешеним резултатом 0 : 0, следећа утакмица између Костарике и Хондураса донела је први гол у историји УНЦАФ купа нација. Постигао га је Рогер Гомез из Костарике. Маскота такмичења био је дечак по имену "Минчито '91".
Домаћини и фаворити пре турнира Костарика је освојила 6 бодова из три победе пошто је победила Гватемалу са 1 : 0 пред публиком од 16.500 људи и постала прва нација која је освојила УНЦАФ Куп нација.

## Избор домаћина
Током Конгреса Фудбалске асоцијације Северне, Централне Америке и Кариба Конкакаф) у Гватемала Ситију, Гватемала, 26. јануара 1991. године, одлучено је о квалификационим рундама за инаугурациони Златни куп Конкакафа. Пошто је Костарика добила слободно од такмичења због свог првог места на првенству Конкакафа 1989., које је такође служило као квалификациона фаза за Светско првенство у фудбалу чији је домаћин била Италија 1990. године, од њих се није тражило да учествују у прелиминарном такмичењу. Међутим, финална рунда квалификација у зони Централне Америке имала је две понуде: Сједињене Америчке Државе и Костарика. Костарика је победила у надметању и Конкакаф и Ункаф су је именовали за нацију домаћина првог турнира УНЦАФ Купа нација 19. фебруара 1991. године.

## Квалификације
Жреб за квалификационо такмичење УНЦАФ Купа нација 1991. за Централну Америку одржан је у Гватемала Ситију 26. јануара 1991. године. Шест тимова се пријавило да се такмиче за три преостала места у такмичењу, заједно са евентуалним домаћином Костариком. Екипе су биле подељене у три групе по две репрезентације. Као нација домаћин догађаја, Костарика се аутоматски квалификовала. Квалификациони процес је почео у априлу 1991. и завршио се у мају 1991. године. По завршетку квалификационе групне фазе, три победника група су се квалификовале за турнир.

### Квалификовани тимови
У финале су се пласирале следеће четири екипе:
| Држава    | Квалификаовала се као | Квалификован на   | Претходни наступи |
| --------- | --------------------- | ----------------- | ----------------- |
| Костарика | Домаћин               | 19. фебруар 1991. | 0 (деби)          |
| Салвадор  | Група 2 победник      | 24. април 1991.   | 0 (деби)          |
| Гватемала | Група 3 победник      | 12. мај 1991.     | 0 (деби)          |
| Хондурас  | Група 1 победник      | 12. мај 1991.     | 0 (деби)          |

## Место одржавања

### Стадион
Стадион Насионал, национални стадион Костарике и дом фудбалске репрезентације Костарике, је било место одржавања турнира.
| Сан Хосе | Сан Хосе          |
| -------- | ----------------- |
| Сан Хосе | Стадион Насионал  |
| Сан Хосе | Капацитет: 35.060 |
| Сан Хосе |                   |

## Преглед турнира
| Шампион Другопласирани | Треће место Четврто место |

### Формат такмичења
Сва времена су обухватила Централну временску зону (UTC-6)
У следећим табелама:
- Ута = укупно одиграних утакмица
- Поб = утакмица победа
- Нер = утакмица нерешено
- изг = утакмица изгубљено
- ГД = голова дато
- ГП = голова примљено
- ГР = гол разлика
- Бод = укупно сакупљено бодова

Четири тима су играла по систему свако са сваким како би одредили победника. Овај формат би сваком тиму гарантовао најмање три утакмице. Сваки тим је добио 2 бода за победу и 1 поен за реми.
Ако су две или више екипа биле изједначене по броју поена по завршетку групних утакмица, примењивани су следећи критеријуми за изједначење:

1. Највећа укупна гол разлика у три групна меча
2. Највећи број постигнутих голова у три групне утакмице
3. Ако би тимови остали на нивоу по тим критеријумима, од тих тимова би се формирала мини група која би се рангирала на:
  1. Највише поена освојених у мечевима против других тимова у нерешеном мечу
  2. Највећа гол разлика у мечевима против осталих тимова у изједначењу
  3. Највећи број голова постигнутих у мечевима против других тимова у нерешеном мечу

4. Ако би тимови остали на нивоу након свих ових критеријума, УНЦАФ би одржао жреб

### Постигнути резултати
| Репрезентација | Ута | Поб | Нер | Изг | ГД | ГП | ГР | Бод |
| -------------- | --- | --- | --- | --- | -- | -- | -- | --- |
| Костарика      | 3   | 3   | 0   | 0   | 10 | 1  | +9 | 6   |
| Хондурас       | 3   | 1   | 1   | 1   | 2  | 3  | −1 | 3   |
| Гватемала      | 3   | 0   | 2   | 1   | 0  | 1  | −1 | 2   |
| Салвадор       | 3   | 0   | 1   | 2   | 2  | 9  | −7 | 1   |

| Салвадор | 0 : 0 | Гватемала |
| -------- | ----- | --------- |
|          |       |           |

| Костарика                           | 2 : 0    | Хондурас |
| ----------------------------------- | -------- | -------- |
| Роџерс Гомез 11’ · Клаудио Хара 52’ | Извештај |          |

| Гватемала | 0 : 0 | Хондурас |
| --------- | ----- | -------- |
|           |       |          |

| Костарика                                                                                  | 7 : 1    | Салвадор            |
| ------------------------------------------------------------------------------------------ | -------- | ------------------- |
| Клаудио Хара 17’, 41’, 48’ · Леонидас Флорес 21’ · Норман Гомез 63’, 89’ · Роџер Гомез 66’ | Извештај | Раул Дијаз Арке 16’ |

| Салвадор           | 1 : 2 | Хондурас                                      |
| ------------------ | ----- | --------------------------------------------- |
| Хиљермо Ривера 77’ |       | Хуан Карлос Еспиноза 2’ · Хилберто Мачадо 58’ |

| Костарика        | 1 : 0    | Гватемала |
| ---------------- | -------- | --------- |
| Клаудио Хара 32’ | Извештај |           |

## Достигнућа
| Најбољи играч | Победник Ункафовог купа нација 1991. Костарика 1° титула | Најбољи стрелац Клаудио Хара |

- Костарика,  Гватемала и  Хондурас су се аутоматски квалификовали за Конкакафов златни куп 1991.

### Голгетери
Клаудио Хара је освојио титулу најбољег стрелца за пет постигнутих голова. На финалном делу турнира је постигнуто укупно 14 голова а дало их је 8 различитих играча.
5 голова
- Клаудио Хара

2 гола
- Роџер Гомез
- Норман Гомез